# ゲイリー・ニール
ゲイリー・ニール（Gary Neal、1984年10月3日 - ）は、アメリカ合衆国メリーランド州ボルティモア出身の元バスケットボール選手で、指導者。選手時代のポジションはSG/PG。身長193cm、体重95kg。母校のトーソン大学でアシスタントコーチを務めている。

## 経歴
タウソン州立大学卒業後、2007年NBAドラフト指名されず、トルコでプロデビューの後、スペイン、イタリアと渡り3年間のヨーロッパ修行を経て、2010年のNBAサマーリーグで、好成績を残し、サンアントニオ・スパーズに注目されNBAのプレーヤーとなった。NBAキャリアスタートとなったスパーズ時代にはマヌ・ジノビリやトニー・パーカーのバックアップとしても貴重な戦力となっていた。アンドラフトルーキーでは2人目のオールルーキー・ファーストチームに選出された。
2013年制限付きFAとなったが、多くのシューティングガードを抱えるスパーズが権利放棄したため無制限FAとなり、ミルウォーキー・バックスと2年約600万ドルで契約を結んだ。チームの再建計画に伴い出場機会が限定され、2014年2月のトレードデッドライン前に、ルーク・リドナーとともにシャーロット・ボブキャッツに移籍した。
2015年2月10日、ミネソタ・ティンバーウルブズに移籍した。
2015年7月3日、ワシントン・ウィザーズと1年100万ドルで契約したが、翌年2月に解雇。12月15日にDリーグのメイン・レッドクローズと契約した。
2016-17シーズンは無所属の状態が続いたが、2017年1月にDリーグのテキサス・レジェンズに加入。19日にアトランタ・ホークスと10日間契約を結んだが、二度目の契約更新を受けることは出来ず、28日に解雇された。
2017年9月23日、リーガACBのバスケット・サラゴサ2002と契約した。

## NBA スタッツ

### レギュラーシーズン
| シーズン | チーム             | GP  | GS | MPG  | FG%  | 3P%  | FT%  | RPG | APG | SPG | BPG | PPG  |
| -------- | ------------------ | --- | -- | ---- | ---- | ---- | ---- | --- | --- | --- | --- | ---- |
| 2010–11  | スパーズ           | 80  | 1  | 21.1 | .451 | .419 | .808 | 2.5 | 1.2 | .3  | .1  | 9.8  |
| 2011–12  | スパーズ           | 56  | 7  | 21.5 | .436 | .419 | .781 | 2.1 | 2.1 | .5  | .0  | 9.9  |
| 2012–13  | スパーズ           | 68  | 17 | 21.8 | .412 | .355 | .865 | 2.1 | 1.9 | .4  | .0  | 9.5  |
| 2013–14  | バックス           | 30  | 2  | 20.2 | .390 | .360 | .833 | 1.7 | 1.5 | .2  | .0  | 10.0 |
| 2013–14  | ボブキャッツ       | 22  | 1  | 23.0 | .438 | .406 | .961 | 1.8 | 1.7 | .5  | .0  | 11.2 |
| 2014–15  | ホーネッツ         | 43  | 0  | 21.7 | .359 | .293 | .863 | 2.2 | 1.9 | .4  | .0  | 9.6  |
| 2014–15  | ティンバーウルブズ | 11  | 1  | 23.8 | .429 | .355 | .879 | 3.2 | 1.8 | .6  | .0  | 11.8 |
| 2015–16  | ウィザーズ         | 40  | 2  | 20.2 | .465 | .410 | .855 | 2.1 | 1.2 | .5  | .0  | 9.8  |
| Career   |                    | 350 | 31 | 21.4 | .423 | .383 | .849 | 2.2 | 1.6 | .4  | .0  | 9.9  |

### プレーオフ
| シーズン | チーム       | GP | GS | MPG  | FG%  | 3P%  | FT%   | RPG | APG | SPG | BPG | PPG  |
| -------- | ------------ | -- | -- | ---- | ---- | ---- | ----- | --- | --- | --- | --- | ---- |
| 2011     | スパーズ     | 6  | 0  | 18.5 | .370 | .263 | 1.000 | 3.0 | .8  | .2  | .2  | 7.7  |
| 2012     | スパーズ     | 14 | 0  | 15.5 | .476 | .444 | .846  | 1.3 | 1.4 | .1  | .0  | 7.5  |
| 2013     | スパーズ     | 21 | 0  | 18.6 | .385 | .348 | 1.000 | 2.1 | .7  | .1  | .0  | 6.8  |
| 2014     | ボブキャッツ | 4  | 0  | 26.0 | .353 | .222 | .714  | 2.0 | 1.0 | .0  | .0  | 11.3 |
| Career   |              | 41 | 0  | 17.5 | .411 | .364 | .944  | 2.0 | 1.0 | .1  | .0  | 7.2  |

## 受賞歴
- オールルーキー1stチーム （2011）

## プレースタイル
スリーポイントを中心としたオフェンス力と、堅実なディフェンス力を中心としたプレースタイル。ボールハンドリングやスティールも得意としている事からポイントガードをこなすことも可能であると共に、ゲームの流れを変えるクラッチプレーヤーとしての才能もある。